# Sepia sokotriensis
Sepia sokotriensis är en bläckfiskart som beskrevs av Khromov 1988. Sepia sokotriensis ingår i släktet Sepia och familjen Sepiidae. IUCN kategoriserar arten globalt som otillräckligt studerad. Inga underarter finns listade i Catalogue of Life.